# エボラウイルス属
エボラウイルス属 (エボラウイルスぞく、Ebolavirus) とは、モノネガウイルス目フィロウイルス科に属するウイルスの1属。模式種ザイールエボラウイルス (Zaire ebolavirus) をふくめて6種が知られている。その多くはエボラ出血熱の病原体である。
エボラウイルス属に分類されるウイルスで最初に発見されたのはザイールエボラウイルスで、当時のザイール、現在のコンゴ民主共和国のエボラ川近くのヤンブクで、1976年8月26日44歳の男性患者から発見された。初めはマラリアを疑われたが、その後粘膜等からの出血と多臓器不全という今日で出血熱と呼ばれる症状を発症し死亡した事から、未知の感染症が疑われた。また、同年にはスーダンでも同じ症状の感染症が報告された。今日ではこのウイルスはスーダンエボラウイルス (Sudan ebolavirus) という別種に分類されている。
1977年には、この2つの株が同じフィロウイルス科のマールブルクウイルス属の新種か変種と疑われていたが、同時に新種のウイルスとしてエボラウイルスの名が提唱されていた。発見後しばらくはマールブルクウイルス属と共にフィロウイルス属 (Filovirus) と分類されていたが、1998年に、1989年に発見されたレストンエボラウイルス (Reston evolavirus) と1998年に発見されたタイフォレストエボラウイルス (Taï Forest ebolavirus) と共に4種がエボラ様ウイルス (Ebola-like viruses) として分類され、2002年にエボラウイルス属として定義された。2010年には名称を変更せず再定義されている。

## 名称
エボラウイルス属は発見からしばらくは、確立した分類がされていなかった。2000年に最初に発見されたウイルスはザイールエボラウイルスと命名され、英名は "Zaire Ebola virus" と定められた。2005年には英名は "Zaire ebolavirus" と改められた。しかし多くの論文ではザイールエボラウイルスを指してエボラウイルス (Ebola virus) を用いるか、もしくは平行して使っていた。このため、2010年にはエボラウイルスの名称が復活している。
国際ウイルス分類委員会では、エボラウイルス属を指す場合には先頭を大文字にし斜体にした "Ebolavirus" を用い、種小名は "ebolavirus" と小文字で書くよう定めている。エボラウイルス属自体の名称は2002年に初めて使われている。以上の事から、エボラウイルス属に関わる文章では何を指して用いているかに注意する必要がある。

## 特徴
エボラウイルス属は重複の多いマイナス1本鎖RNAウイルスで、フィロウイルス科に共通する特徴である糸状に集合した形状のビリオンを持つ。糸は大抵曲がっており、U型、6型、杖型、コイル型などと様々な形で呼ばれている。また、分岐している場合もある。幅は80 nm程度であるが、長さは974〜1086 nmである。マールブルクウイルス属の長さは795〜828 nmであり、これと比べるとやや長い。また、培養環境では最大で14000 nmの長さに達する。ビリオンはエンベロープを有し、エーテルに対しては感受性を持つ。螺旋対称性のヌクレオカプシドを有する。細胞質内で増殖し、細胞膜から出芽する。細胞質内封入体を形成する。
ヒトをふくめ霊長類に対して非常に感染力が強く、ヒトの致死率はザイールエボラウイルスで約90%、スーダンエボラウイルスで約50%に達する極めて致死性の強い病原体である。また、サル、ゴリラ、チンパンジーに対してもしばしば致命的となる人獣共通感染症である。ただし、レストンエボラウイルスだけは霊長類への感染が報告されているものの、ヒトは抗体が発見されているが症状はなく、感染してもヒトに対して病原体となるかは不明である。2011年になって2つの独立した研究グループが、ヒトの遺伝子のうちNPC1遺伝子がコードしているタンパク質が、エボラウイルス属の感染に必須な事が示された。マールブルグウイルス、エボラウイルスのウイルス分離、血清学的診断はBSL-4レベルの設備を有した検査室でのみ許可されている。
エボラウイルス属の遺伝子変化の速度はインフルエンザウイルスの100倍以上遅い。これはB型肝炎ウイルスと同程度である。マールブルクウイルス属との分化は数千年前程度と考えられている。初めはマールブルクウイルス属と誤解されたものの、実際には遺伝子レベルで50%ほどマールブルクウイルス属と異なる。また抗原交差反応性もほとんど示さない。自然界での正確な分布は不明だが、アフリカ大陸で最初の感染が報告された事、5種のうち4種が人獣共通感染症であることから、アフリカの野生生物がホストであると考えられている。フィリピンでのカニクイザルに感染していたレストンエボラウイルスは自然界でのホストと考えられており、アメリカ合衆国とイタリアに輸出されているが、それらの国や周辺において自然界においては発見されていない。

## 扱い
エボラウイルス属のウイルスは、症状が確認されていないレストンエボラウイルスを除いてヒトに対する感染力が強く、致死率も高く、有効な治療法が存在しない事から、エボラウイルス属はバイオセーフティーレベルで最高レベルの4に指定され、扱われる施設は限られている。2018年からの流行では臨床試験段階の一部のウイルス株に対し有効なワクチンが試験的に使用された。
日本においては、エボラ出血熱は感染症の予防及び感染症の患者に対する医療に関する法律の1類感染症に指定されており、病原体としてはエボラウイルス属の種全てが一種病原体（特定病原体）に指定されている。感染例の全件が直ちに届出を必要とする。これは病原体であるエボラウイルス属の検出がない場合でも、症状や所見から感染が疑われる場合も含まれる事がある。初期症状は他の感染症でも頻繁に見られ、最初の数日で患者がエボラウイルス属に感染しているのを見極めるのは困難である。なお、出血熱の名の由来である外部への出血は一部の患者にしか見られない。
エボラウイルスは世界保健機関（WHO）のリスクグループ4の病原体に指定されており、実験室・研究施設で取り扱う際のバイオセーフティーレベルは最高度の4が要求される。
米国CDCでは生物兵器として利用される可能性が高い病原体として、エボラウイルスを最も危険度、優先度の高いカテゴリーAに分類している。なお、カテゴリーAにはエボラウイルスの他、マールブルグウイルス、アレナウイルス、天然痘ウイルス、ペスト菌、炭疽菌、ボツリヌス菌、野兎病菌も指定されている。
ただし、毒性や致死率があまりにも高く、遠出する機会を得る前に患者が死亡してしまうことが多いことから世界的大流行には至りにくいとされる（これが致死率が比較的低いため軽症の患者が遠出しやすく世界的大流行を引き起こした新型インフルエンザや2019新型コロナウイルス感染症との違いである）。

## 感染事例
| 年                           | 国                           | 種             | 感染者 | 死者  | 致死率 | 備考 |
| ---------------------------- | ---------------------------- | -------------- | ------ | ----- | ------ | --- |
| 1976年                       | コンゴ民主共和国             | ザイール       | 318    | 280   | 80%    | ザイールエボラウイルスの発見。 |
| 1976年                       | スーダン                     | スーダン       | 284    | 151   | 53%    | 初めてのエボラウイルス属の発見。 |
| 1976年                       | イギリス                     | ザイール       | 1      | 0     | 0%     | 実験室内で汚染された針に誤って触れたことによる感染。 |
| 1977年                       | コンゴ民主共和国             | ザイール       | 1      | 1     | 100%   | |
| 1979年                       | スーダン                     | スーダン       | 34     | 22    | 65%    | 1976年と同じ場所での再流行 |
| 1989年                       | アメリカ合衆国               | レストン       | 0      | 0     | 0%     | フィリピンから輸入されたサルから発見。レストンエボラウイルスの発見。ヒトへの感染はなかった。                                                                          |
| 1989年 - 1990年              | フィリピン                   | レストン       | 3      | 0     | 0%     | カニクイザルの間で流行し多数の死亡が確認されているが、感染したヒトの4人には抗体が発見されたが症状はなかった。                                                         |
| 1990年                       | アメリカ合衆国               | レストン       | 4      | 0     | 0%     | 1989年の再導入。感染した4人には抗体が発見されたが症状はなかった。 |
| 1992年                       | イタリア                     | レストン       | 0      | 0     | 0%     | 1989年のアメリカ合衆国と同じフィリピンの施設から輸出されたサルから発見されており、関連が疑われている。ヒトへの感染はなかった。                                        |
| 1994年                       | ガボン                       | ザイール       | 52     | 31    | 60%    | 熱帯雨林の金鉱山キャンプで流行した。黄熱病と疑われ、確定したのは1995年。                                                                                              |
| 1994年                       | コートジボワール             | タイフォレスト | 1      | 0     | 0%     | タイフォレストと呼ばれる地域で野生のチンパンジーの解剖後、1人が感染した。スイスで治療されている。                                                                     |
| 1995年                       | コンゴ民主共和国             | ザイール       | 315    | 250   | 81%    | |
| 1996年1月 - 4月              | ガボン                       | ザイール       | 37     | 21    | 57%    | 森の中でチンパンジーを狩り、屠殺し食べた19人が感染した後、家族に広がった。                                                                                            |
| 1996年7月 - 1997年1月        | ガボン                       | ザイール       | 60     | 45    | 74%    | 森の中で見つかったチンパンジーが感染源であると断定されている。 |
| 1996年                       | 南アフリカ共和国             | ザイール       | 2      | 1     | 50%    | ガボンでエボラ出血熱を治療した医者が南アフリカ共和国に移動した後発症、世話をした看護士にも感染。その看護士が死亡した。                                                |
| 1996年                       | アメリカ合衆国               | レストン       | 0      | 0     | 0%     | フィリピンから輸入されたサルに感染していた。ヒトへの感染は確認されていない。                                                                                          |
| 1996年                       | フィリピン                   | レストン       | 0      | 0     | 0%     | ヒトへの感染は確認されていない。 |
| 2000年 - 2001年              | ウガンダ                     | スーダン       | 425    | 224   | 53%    | |
| 2001年10月1日 - 5月2日       | ガボン                       | ザイール       | 65     | 53    | 82%    | ガボンとコンゴ共和国間で国境を越えて感染した。 |
| 2001年10月1日 - 5月2日       | コンゴ共和国                 | ザイール       | 57     | 43    | 75%    | ガボンとコンゴ共和国間で国境を越えて感染した。 |
| 2002年12月2日 - 2003年4月3日 | コンゴ共和国                 | ザイール       | 143    | 128   | 89%    | |
| 2003年11月 - 12月            | コンゴ共和国                 | ザイール       | 35     | 29    | 83%    | |
| 2004年                       | スーダン                     | スーダン       | 17     | 7     | 41%    | |
| 2007年                       | コンゴ民主共和国             | ザイール       | 264    | 187   | 71%    | |
| 2007年12月 - 2008年1月       | ウガンダ                     | ブンディブギョ | 131    | 42    | 37%    | ブンディブギョエボラウイルスの発見。 |
| 2008年11月                   | フィリピン                   | レストン       | 6      | 0     | 0%     | 感染した6人には抗体が発見されたが症状はなかった。 |
| 2008年12月 - 2009年2月       | コンゴ民主共和国             | ザイール       | 32     | 15    | 47%    | |
| 2011年5月                    | ウガンダ                     | スーダン       | 1      | 1     | 100%   | |
| 2012年7月 -                  | ウガンダ                     | スーダン       | 24     | 16    | 67%    | |
| 2012年8月 -                  | コンゴ民主共和国             | ブンディブギョ | 36     | 13    | 36%    | |
| 2012年11月 -                 | ウガンダ                     | スーダン       | 6      | 3     | 50%    | |
| 2014年2月 - 2016年6月        | ギニア リベリア シエラレオネ | ザイール       | 28610  | 11308 | 39%    | 2014年の西アフリカエボラ出血熱流行。西アフリカで初めての流行（1995年のコート・ジボアールの1人を除く。）。ナイジェリア、マリなどの周辺国、ヨーロッパ、アメリカに拡大。 |
| 2014年6月 - 10月             | ナイジェリア                 | ザイール       | 20     | 8     | 40%    | |
| 2014年 - 2015年1月           | マリ                         | ザイール       | 8      | 6     | 75%    | |
| 2014年 - 2014年12月          | アメリカ合衆国               | ザイール       | 4      | 1     | 25%    | |
| 2014年8月 - 11月             | コンゴ民主共和国             | ザイール       | 69     | 49    | 71%    | 大流行した2014年の西アフリカエボラ出血熱流行のウイルス種とは無関係。                                                                                                  |
| 2017年5月 - 7月              | コンゴ民主共和国             | ザイール       | 8      | 4     | 50%    | |
| 2018年5月 -                  | コンゴ民主共和国             | ザイール       |        |       | %      | 2018年5月現在流行継続中。 |